# Gwara chwalimska
Gwara chwalimska – gwara używana przez Chwalimiaków, należąca do dialektu śląskiego, z wpływami wielkopolskimi. 

## Charakterystyka
- mazurzenie
- obecność głosek pochylonych
- samogłoska ę wymawiano jako nosowe a, np. jancmiyń, gamba
- forma jegua, jegiouka (por. czes. jehla czy  dłuż. jegła)
- wyrażanie czasu przeszłego oraz trybu przypuszczającego za pomocą aorystycznego 'ch', np. jach to słysou.
- prelabializacja
- dyftongiczna wymowa samogłoski y w wygłosie, np. pudziymyj, niesiymyj
- dyftongiczna wymowa o pochylonego, np. courny, kowoul, zouk
- utrzymanie oboczności  'ew'  w przyrostkach przymiotników, rzeczowników i w końcówkach celownika liczby pojedynczej rzeczowników męskich oraz mianownika liczby mnogiej rzeczowników męskich, tj. -ew- po spółgłoskach miękkich i stwardniałych, np. kóniewi, kowoulewi, wiśniewyj
- forma 'banie' (będzie)
- formy trybu rozkazującego rodzaju męskiego używane w funkcji bezokolicznika, np. musi pisaj, nie chce wziąj
- ściąganie form czasu przeszłego w rodzaju żeńskim po wypadnięciu 'ł', wymawianemu jak 'u', np. jach suysa, jach tyg nie bra
- opuszczanie końcowego 'o' w końcówce dopełniaczu pojedynczym przymiotników i zaimków, np. pszisou do moig taty.
- zanotowane słowa: banie (będzie), zouk (nauczyciel), zapangwaj (zapiąć), pioj (czytać), ma! (tak), bulce (ziemniaki), dziywce (córka), uolica (drzwi)